# Carey’s Ford Bridge
Die Carey’s Ford Bridge ist eine historische Straßenbrücke im Miami County im US-Bundesstaat Kansas in den Vereinigten Staaten. Die Brücke liegt nordwestlich von Osawatomie, südöstlich von Stanton auf der 335th Street und überspannt den Marais des Cygnes River (dt.: Schwanensumpf-Fluss). Sie wird im Durchschnitt pro Tag von 40 Fahrzeugen überquert (Stand: 2006). Obwohl die Brücke weiterhin offen für den Straßenverkehr ist, wurde sie 2008 durch eine neue Brücke ersetzt. Diese befindet sich etwa einen Kilometer nordöstlich auf der Pressonville Road.
Die 1909 von der Kansas City Bridge Company fertiggestellte Brücke hat eine Gesamtspannweite von 48,5 Meter, die Länge beträgt 76,7 Meter, die Breite der Fahrbahnplatte sowie die Durchfahrtshöhe betragen beide 4,7 Meter. Das Fundament besteht aus Metall. Weitere Baumaterialien sind Holz und Stahl. Die Konstruktionsweise ist im Parker (Camelback) truss ausgelegt.
Laut National Register of Historic Places besaß die Brücke von 1900 bis 1924 eine historische Relevanz.
Die Carey’s Ford Bridge wurde am 4. Januar 1990 vom National Register of Historic Places mit der Nummer 89002179 als historisches Denkmal aufgenommen.